# Journées théâtrales de Carthage
Les Journées théâtrales de Carthage (arabe : أيام قرطاج المسرحية) ou JTC sont un festival de théâtre qui se tient tous les deux ans à Tunis, capitale de la Tunisie, en alternance avec les Journées cinématographiques de Carthage à partir de 1983. Les JTC deviennent un festival annuel en 2015.